# Onthophagus quasijohkii
Onthophagus quasijohkii là một loài bọ cánh cứng trong họ Bọ hung (Scarabaeidae).